# Cucumber Castle
Cucumber Castle sedmi je studijski album australskog rock sastava The Bee Gees, koji izlazi u travnju 1970.g. Producenti na albumu su Barry Gibb, Maurice Gibb i Robert Stigwood. Materijal se sastoji od skladbi s njihovih specijalnih televizijskih nastupa.
Cucumber Castle jedini je albumu Bee Geesa bez Robina Gibba, koji je napustio sastav prije nego što se album počeo snimati. Bubnjar Colin Petersen, bio je istjeran iz sastava tijekom snimanja albuma jer je odbio da se pojavi na glazbenom nastupu Cucumber Castle.

## Popis pjesama
1. "If I Only Had My Mind on Something Else" – 2:33
2. "I.O.I.O." – 2:57
3. "Then You Left Me" – 3:11
4. "The Lord" – 2:19
5. "I Was the Child" – 3:14
6. "I Lay Down and Die" – 3:35
7. "Sweetheart" – 3:09
8. "Bury Me Down by the River" – 3:25
9. "My Thing" – 2:19
10. "The Chance of Love" – 2:28
11. "Turning Tide" – 3:09
12. "Don't Forget to Remember" – 3:28

## Vanjske poveznice
- Cucumber Castle u internetskoj bazi filmova IMDb-a